# Мултидетекторска компјутеризована томографија
Мултидетекторска компјутеризована томографија (МДКТ)  као једна напредна технологија  у радиологији, постала је један од алата који омогућава брже и прецизније добијање вишеслојних слика унутрашњих органа. Са могућношћу истовременог приказа више слојева ткива, МДКТ пружа важне информације о анатомији и патологији.
Као врста компјутерске томографије (КТ) ова  врста радиолошког снимања, слично стандсрдном рендгенском снимку, показује структуре унутар пацијентовог тела. Али за разлику од стандардног рендгенског снимка који ствараа равне слике, дводимензионалне слике, КТ скенирања користи истовременом десетине или чак стотине снимака, која ствара КТ машина  док се ротира око пацијента.
Мултидетекторска компјутеризована томографија се данас користи у откривању туморских промена, али и дефинисању неких значајних карактеристика откривених лезија, као што су: величина, облик, грађа, прокрвљеност, процена стања регионалног лимфног система, па се често користи у дијагностици кардиоваскуларних проблема, плућних болести, трауматских повреда и многих других стања.
Такође, МДКТ скенирање се као савремена  метода користи  и у сврху стејџинга (стадирања) болести, што даље утиче на избор методе лечења, али и за потребе праћења тока болести и ефикасности терапије (узимајући у обзир чињеницу да се компју теризована томографија користи и у те сврхе).

## Историја
Компјутерска томографија (КТ) је уведена у радиолошку праксу раних 1970-их и револуционисала је не само дијагностичку радиологију, већ и целокупну медицинску праксу. Убрзо након  увођења компјутерске томографије (КТ) касних 1980-их, скенери са клизним прстеном и спирални КТ су убрзо постали де факто стандардна метода за компјутерску томографију тела. Међутим, код ових уређаја јавио се и очигледан и значајан проблем код спиралних КТ великио загревање рендгенске цеви. 
На пример, код спиралног КТ абдомена и карлице који покрива 60 цм (600 мм) анатомије тела са дебљином пресека од 5 мм, нагибом од 1,0 (што захтева 120 ротација) и типичним факторима технике (120 киловолти, 250 мА, време ротације од 1 с) што је доводило до депоновања укупно 3,6 × 10 6 Ј топлоте у аноди рендгенске цеви. Пре КТ са клизним прстеном, појединачни резови добијени еквивалентном техником (120 кВп, 250 мА, 1-с скенирање) депоновали би само 30.000 Ј, од чега би се већина могла распршити током релативно дугог (неколико секунди) кашњења између скенирања.
Ограничење које је наметнуло загревање цеви било је то што су танки резови (<3 мм) жељени за преформатирање прихватљивог квалитета у слике ван осе (короналне, сагиталне или косе) или 3-димензионалне реконструкције биле непрактичне осим ако је скенирани регион био веома ограничен или техника скенирања је била озбиљно ограничена. Није било неуобичајено да скенери ограниче спиралну технику са танким резовима на 100 мАс (струја у цеви у милиамперима × време скенирања у секундама) или мање по ротацији, дајући слике ниског квалитета. Наравно, једноставно решење за ово питање топлоте било је развој рендгенских цеви са већим топлотним капацитетом; такве цеви су се и даље развијале. 
Други приступ је ефикасније коришћење доступног рендгенског зрака: ако је сноп рендгенских зрака проширен у з смеру (дебљина пресека) и ако се користи више редова детектора, тада се подаци могу прикупити за више од једног пресека у задатом времену. Овај приступ је смањио укупан број ротација — а самим тим и укупну употребу рендгенске цеви — потребних за покривање жељене анатомије. Ово је заправи и била основна идеја за примену МДКТ. 
Иако су и скенери треће и четврте генерације били у уобичајеној употреби као једноструки скенери, сви вишеслојни скенери су засновани на платформи треће генерације (цев и детекторска група су повезани и ротирају се заједно). Код КТ скенера треће генерације коришћен је већи лучни сноп од 40° до 60°, а он је покривао све димензије попречног пресека пацијента, кретање извора и детректора било је искључиво ротационо, линеарно кретање извора и детектора које се користило у првој и другој генерацији је елиминисано. Број детектора повећан је на више од 400, који су лучно постављени, што је резултовало значајним скраћењем трајања времена прегледа. За добијање једног пресека било је потребно неколико секунди, док је читав преглед трајао од 10 до 20 секунди. КТ скенер треће генерације је опстао као основа модерног КТ-а због брзине аквизиције и механичке једноставности.

### МДКТ детектори
Примарна разлика између једноструког КТ (ССКТ) и МДКТ хардвера је у дизајну детекторских низова. ССКТ детекторски низови су једнодимензионални; то јест, састоје се од великог броја (обично 750 или више) детекторских елемената у једном реду преко озраченог пресека ради пресретања рендгенског вентилаторског зрака. У правцу дебљине пресека (z-смер), детектори су монолитни, то јест, појединачни елементи довољно дуги (обично око 20 mm) да пресретну целу ширину снопа рендгенских зрака, укључујући део пенумбре ( термина киоји означава „ ширину рендгенског снопа” који се увек односи на величину снопа рендгенских зрака дуж z -осе —  у правцу дебљине пресека). У МДКТ, сваки од појединачних, монолитних ССКТ детекторских елемената у з -смеру је подељен на неколико мањих детекторских елемената, формирајући 2-димензионални низ. Уместо једног реда детектора који обухвата сноп вентилатора, сада постоје вишеструки, паралелни редови детектора.
Први скенер са више од једног реда детектора и проширеним снопом рендгенских зрака по з -оси је увео Елсцинт 1992. године (КТ-Твин). Овај скенер је имао 2 реда детектора, омогућавајући истовремено прикупљање података за 2 кришке, и развијен је првенствено да помогне у решавању проблема загревања рендгенске цеви. Историјски гледано први МДКТ скенер би јед заправо  ЕМИ Марк 1 прве генерације. Са 2 суседна детектора и проширеним снопом рендгенских зрака, овај скенер је прикупио податке за 2 пресека у исто време и на тај начин смањио дуго време прегледа повезано са временом скенирања од 5 до 6 минута. Први скенери „модерне ере МДКТ“ представљени су крајем 1998. године.
Следила је даља модификација МДКТ скенера тако да је су се 2005. године појавили скенери са 64 пресека. Ова рендгенска цев би могла електронски - и врло брзо - да помери локацију жаришне тачке на мети рендгенске цеви тако да емитује зрачење из мало другачијег положаја дуж z - осе. Нето резултат је био укупно 64 мерења (32 детектора × 2 мерења по детектору) дуж видног поља од 19,2 mm укупне з -осе.

## Принципи пројектовања слике у вишеслојном МДКТ систему
Основни захтеви за савремени мултидетекторска компјутеризовани скенер за покривање великог обима могу бити сажети у следећа два захтева:
- континуираном прикупљања података (које омогућава да се реконструише слике на било којој z позицији)

- способност скенирања великог домета за кратко време без угрожавања уздужне (z) резолуције

## Предности
Брзо усвајање МДКТ технологије сведочи о њеним предностима у односу на ССКТ, које су: 
- скенирање великог анатомског опсега,
- истовремени приказ танких и дебелих резова. Доступност дебелих  (>4–5 mm) резова је важна јер су они генерално пожељнији за примарну интерпретацију као резултат њиховог мањег шума слике. Док је доступност танких резова важно из 2 разлога: они смањују или елиминишу пруге делимичне запремине и омогућавају производњу висококвалитетних ваносних (сагиталних, короналних или косих) или 3-димензионалних реконструкција, често са просторном резолуцијом еквивалентно оном унутар равни пресека (који се назива изотропна резолуција).
- примена конфигурација са 2 пресека до 16-, 32-, 64-, па чак и конфигурација са 128 пресека са невиђеним квалитетом слике.

## Примена
Употреба МДКТ је значајно порасла последњих година захваљујући њеној широј доступности, брзини и огромним дијагностичким могућностима. Истраживања показују да је прецизност прегледа чак 98% приликом откривања и праћења туморских болести мултидетекторским апаратима за компјутеризовану томографију. Управо зато се ови апарати користе у сврхе истраживања туморских болести и за потребе извођења бројних студија на Институтима за онкологију и радиологију на глобалном нивоу, након чека се добијени подаци прослеђују наручиоцима студија који их даље обрађују.
МДКТ омогућава широк спектар клиничких примена од 3Д ангиографије до перфузионог снимања до КТ флуороскопије. 
Када је у питању МДКТ ангиографија, ова метода је, својим непрестаним развојем, показала да је, по важности, одмах уз Магнетно резонантну ангиографију (МРА) и Дигиталну субтракциону ангиографију (ДСА), која се иначе сматрају златним стандардом при дијагностиковању и лечењу васкуларних болести.
Приликом постављања дијагнозе, увек је важно изабрати одговарајућу методу за сваког болесника, имајући у виду све предности и мане које ће помоћи, односно одмоћи приликом исте. Детаљан анатомски приказ структура, значајно смањење изложености зрачењу те могућност компјутерске реконструкције сниманих пресека у три димензије неке су од карактеристика МДКТ, мада се због јонизирајућег зрачења којег ствара, понекад се сигурнијом методом сматра нејонизирајућа МР ангиографија. 
Велика предност МДКТ је и та што може, чак и без употребе контраста, пружити квалитетне слике многих крвних судова, чинећи га вредним за пацијенте склоним алергијским реакцијама или смањеном бубрежном функцијом. 
Унапређивањем ове технике, у будућности би требао дати још већи допринос, како у припреми болесника за одређене захвате, тако и у праћењу стања након њега.

## Техника снимања
Да би се постигла дијагностичка вредност прегледа применом МДКТ, неопходна је добра сарадња пацијента и радиолога. 
Током МДКТ пацијент лежи на леђима, са рукама подигнутим изнад главе и ослоњеним на јастук за имобилизацију. Снимање се изводи у разним  смеровима при чему је јако је битно и прецизно позиционирање пацијента, које се изводи помоћу ласера. 
Уколико пацијент нема отворен венски пут, неопходно је пласирати браунилу промера 18 или 20Г, корз коју се убризгава контрастног средство преко аутоматског ињектора. Обим и брзина примене контрастног средства и физиолошког раствора се утврђује према унапред утврђеном протоколу. 
Скенирање се ради у артеријској фази. Индивидуално транзитно време, односно време потребно да контраст испуни одређену артерију, код пацијента се одређује праћењем болуса. Праћење болуса (мониторинг) се изводи тако што се изабере референтни скен одређене артерије, где се поставља РОИ. Када контраст достигне задати број ХУ, који се прати у РОИ, скенирање почиње. 
Задржавање даха је неопходно у току скенирања, како би се избегли артефакти. 
Време трајања скенирања зависи од МДКТ апарата, на коме се изводи снимање. 

## Контраиндикације
Контраиндикације за МДКТ су:
- алергијска реакција на јодно контрастно средство,
- трудноћа,
- повишене вредности урее и креатинина.